# Léon Lommel
Léon Lommel (ur. 3 lutego 1893 w Schleiderhof, zm. 11 czerwca 1978  w Luksemburgu) – luksemburski biskup rzymskokatolicki, biskup ordynariusz luksemburski w latach 1956–1971.

## Życiorys

### Młodość i wykształcenie
Léon Lommel urodził się 3 lutego 1893 w luksemburskim miasteczku Schleiderhof jako syn rolnika. Podjął studia w Echternach, Luksemburgu, Rzymie i Innsbrucku. 

### Prezbiter
W dniu 13 lipca 1919 roku w Innsbrucku otrzymał święcenia kapłańskie. 
Kilka lat później uzyskał doktorat z filozofii i licencjat z teologii, oraz wykładał filozofię i sztukę sakralną w Seminarium Duchownym w Luksemburgu. 
Jako kanonik katedralny Katedry w Luksemburgu pracował wraz z architektem Hubertem Schumacherem nad jej rozbudową (rozszerzeniem i powiększeniem). W czasie II wojny światowej, po przesłuchaniach przez gestapo został wysłany do Francji. Tam pracował przy odbudowie kościołów i kaplic. Po zakończeniu wojny powrócił do swojego rodzinnego kraju.

### Biskup
W dniu 14 maja 1949 papież Pius XII mianował go biskupem-koadiutorem diecezji luksemburskiej. Sakrę biskupią przyjął w katedrze luksemburskiej z rąk arcybiskupa Fernando Cento (późniejszego kardynała) w dniu 29 czerwca 1949. W dniu 12 lutego 1971 roku, po przejściu bpa Josepha Laurenta Philippe'a na emeryturę, objął kanonicznie urząd biskupa Luksemburga stając się tym samym piątym biskupem tejże diecezji. Jako dewizę biskupią przyjął słowa "Nos autem populus Tuus" (My jesteśmy Twoim ludem). 
13 lutego 1971 roku, w związku z osiągnięciem wieku kanonicznego, złożył rezygnację z pełnienia funkcji ordynariusza archidiecezji luksemburskiej. 
Zmarł 11 czerwca 1978 roku w wieku 85 lat. Pochowany został w krypcie biskupów w Katedrze luksemburskiej.